# Renoncule à feuilles d'aconit
Ranunculus aconitifolius
Pour les articles homonymes, voir Aconit.
Espèce
Classification phylogénétique
La Renoncule à feuilles d'aconit (Ranunculus aconitifolius) est une espèce de plantes herbacées vivaces de la famille des Ranunculaceae (Renonculacées).

## Description
Les feuilles et tiges sont légèrement duveteuses ; tiges érigées, feuilles palmées et fleurs en grappes lâches et ramifiées caractérisent cette espèce.

## Habitats
Cette plante forme des touffes, parfois des colonies importantes, dans les lieux humides en montagne, prés, bords des fossés et des ruisseaux.

## Répartition
On la rencontre dans les massifs montagneux du centre et du sud de l'Europe. Elle est en particulier présente dans tout l'arc alpin et le Massif Central ainsi que dans les Pyrénées, les Vosges, le Jura et la Forêt-Noire.  En Suisse romande, on la nomme aussi boutons-d'argent ou pied-de-corbeau.